# 合齿鲸属
合齿鲸属（学名：Ankylorhiza）是鲸下目下的一个属。可能属于阿戈洛鲸科（Agorophiidae）。

## 下属物种
本属包括以下物种：
- 蒂氏合齿鲸 Squalodon tiedemani (Allen, 1887)[2]